# Sender Tuttlingen (Honberg)
Der Sender Tuttlingen (Honberg) ist ein Füllsender des Südwestrundfunks (ehemals des Südwestfunks) für Hörfunk auf dem Honberg in Tuttlingen. Er befindet sich auf dem Honberg, etwa ein Kilometer südöstlich der Tuttlinger Innenstadt.
Von hier aus soll die Stadt Tuttlingen mit einem noch zu benennenden Rundfunkprogramm auf der koordinierten UKW-Frequenz 101,7 MHz und mit einer Sendeleistung von 1,0 kW versorgt werden.
Folgendes Hörfunkprogramm soll vom Sender Tuttlingen (Honberg) auf UKW abgestrahlt werden:
| Hörfunkprogramm | Frequenz                | ERP    |
| --------------- | ----------------------- | ------ |
| ?               | 101,7 MHz (koordiniert) | 1,0 kW |

Am 11. Juni 2013 wurde der Stahl-Turm demontiert, weil die Antenne im Turm der Ruine Honberg untergebracht wurde.